# ماری شیمیزو
ماری شیمیزو (انگلیسی: Mari Shimizu؛ زادهٔ ۶ ژوئیهٔ ۱۹۳۶) صداپیشه اهل ژاپن است. وی از سال ۱۹۶۳ میلادی تاکنون مشغول فعالیت بوده‌است.